# Bromalithe
En paléontologie, un bromalithe est le fossile d'un contenu de tube digestif expulsé de ce dernier, soit par régurgitation (régurgitalithe) soit par défécation (coprolithe), mais le terme désigne aussi par métonymie un contenu intestinal fossilisé dans la cavité viscérale (cololithe), incluant les pierres que certains animaux avalent pour aider la fragmentation des aliments avant digestion (gastrolithe). Les bromalithes sont très utiles pour reconstituer le régime alimentaire des espèces auxquelles ils sont associés,,,.